# Винєраць
Винєраць (хорв. Vinjerac) — населений пункт у Хорватії, у Задарській жупанії у складі громади Поседар'є.

## Населення
Населення за даними перепису 2011 року становило 189 осіб.
Динаміка чисельності населення поселення:

## Клімат
Середня річна температура становить 14,17 °C, середня максимальна – 27,38 °C, а середня мінімальна – 1,61 °C. Середня річна кількість опадів – 938 мм.
| Клімат поселення                              | Клімат поселення | Клімат поселення | Клімат поселення | Клімат поселення | Клімат поселення | Клімат поселення | Клімат поселення | Клімат поселення | Клімат поселення | Клімат поселення | Клімат поселення | Клімат поселення | Клімат поселення |
| Показник                                      | Січ.             | Лют.             | Бер.             | Квіт.            | Трав.            | Черв.            | Лип.             | Серп.            | Вер.             | Жовт.            | Лист.            | Груд.            |                  |
| Середній максимум, °C                         | 9,25             | 10,07            | 12,69            | 16,36            | 21,16            | 25,01            | 27,38            | 27,25            | 22,94            | 18,46            | 13,21            | 10,19            |                  |
| Середня температура, °C                       | 5,44             | 6,25             | 8,89             | 12,56            | 17,34            | 21,18            | 23,90            | 23,76            | 19,44            | 14,95            | 9,74             | 6,70             |                  |
| Середній мінімум, °C                          | 1,61             | 2,44             | 5,06             | 8,72             | 13,51            | 17,37            | 20,39            | 20,25            | 15,95            | 11,46            | 6,23             | 3,20             |                  |
| Норма опадів, мм                              | 76               | 68               | 72               | 77               | 72               | 62               | 40               | 55               | 102              | 109              | 110              | 95               |                  |
| Середньомісячна швидкість вітру, м/с          | 2.84             | 2.95             | 3.13             | 2.99             | 2.60             | 2.40             | 2.43             | 2.34             | 2.54             | 2.66             | 3.21             | 3.14             |                  |
| Середньомісячна сонячна радіація, кДж/м²·день | 4889             | 7608             | 11201            | 16009            | 20162            | 22435            | 24166            | 20992            | 15322            | 9752             | 5316             | 4168             |                  |
| --------------------------------------------- | ---------------- | ---------------- | ---------------- | ---------------- | ---------------- | ---------------- | ---------------- | ---------------- | ---------------- | ---------------- | ---------------- | ---------------- | ---------------- |
| Джерело:                                      |                  |                  |                  |                  |                  |                  |                  |                  |                  |                  |                  |                  |                  |